# Walter Rehfeld
Hans Walter Rehfeld (* 6. September 1859 in Tucheband; † 22. März 1933 in Osnabrück) war ein deutscher Verwaltungsbeamter.

## Leben
Walter Rehfeld studierte Rechtswissenschaften an der Universität Halle. 1882 wurde er Mitglied des Corps Guestphalia Halle. Nach Abschluss des Studiums trat er in den preußischen Staatsdienst ein. Von 1890 bis 1891 absolvierte er in Potsdam das Regierungsreferendariat und bestand 1891 das Regierungsassessor-Examen. Von 1900 bis 1920 war er Landrat des Kreises Dannenberg und Mitglied des Provinziallandtages der Provinz Hannover. Anschließend lebte er in Osnabrück. Er war verheiratet mit Johanna Pauline Elisabeth Schultze.

## Auszeichnungen
- Ernennung zum Geheimen Regierungsrat[5]